# Marko Kranjec (kemik)
Ferdinand Marko Kranjec, tudi Marko (Ferdo) Kranjec slovenski inženir kemije in politik * 12. november 1885, Ilirska Bistrica, † 10. oktober 1973, Ljubljana.

## Življenjepis
Kranjec je leta 1914 diplomiral na dunajski tehniški visoki šoli iz kemije. Kot avstrijski vojak je septembra 1917 prebegnil na italijansko stran. Po končani vojni je od 1922 delal na carinarnici v Ljubljani. Od leta 1922 do 1929 je v Sloveniji načeloval Orjuni in vodil nekatere njene akcije (spopad v Trbovljah, 1. junija 1924, kjer je v spopadu med orjunaši in komunisti življenje izgubilo več deset udeležencev na obeh straneh). Leta 1929 se je razočaran odpovedal političnemu delu. Istega leta je bil premeščen v Skopje, kjer je do 1941 vodil carinski laboratorij. Leta 1944 je bil interniran v Bolgarijo. Po koncu druge svetovne vojne je delal v Skopju, Kičevu in Prilepu. Leta 1961 se je vrnil v Ljubljano.